# Carles III Gonzaga-Nevers
Ferran Carles de Gonzaga-Nevers (Revere, 31 d'agost del 1652 - Pàdua, 5 de juliol del 1708) fou el darrer duc de Màntua, Montferrat, i de Rethel, príncep d'Arches. Carles IV de la nissaga familiar i anomenat Carles III entre els ducs.

## Biografia
Ferran Carles era fill d'Isabel Clara d'Àustria i del duc Carles II Gonzaga-Nevers. Amb tretze anys va succeir el seu pare. La mare va assumir la regència fins al 1669.
Gràcies a les negociacions de la seva tia Elionor Gonzaga, vídua de l'emperador Ferran III del Sacre Imperi Romanogermànic, el jove duc es va casar el 1671 amb Anna Isabel Gonzaga de Guastalla, que li va aportar en el dot els drets sobre el Ducat de Guastalla i els feus de Luzzara i Reggiolo, que en el passat havien estat en disputa per les dues branques de la família.

### El darrer duc
El 1665 Ferran Carles va rebre la investidura imperial sobre el ducat, amb una cerimònia de coronació a la catedral de sant Pere de Màntua. Entre els primers actes de govern va estar els de cercar de frenar els abusos que s'havien produït en la recaptació de taxes judicials. També va efectuar una reforma de l'administració del ducat. Durant els anys del seu govern el Ducat de Màntua van ser un període de desenvolupament i de relativa autonomia respecte dels assumptes de l'imperi. Això va despertar la malfiança d'Espanya que, tement que el petit estat esdevingués un estat fort, va decidir acabar amb el pagament dels 50.000 escuts que anualment aportava en relació al presidi de Casale Monferrato.
Ferran Carles, va ser un home intel·ligent i gran apassionat de la música. El 1700 el compositor Tomaso Albinoni li va dedicar la seva segona òpera. Va demostrar, però, un caràcter poc predisposat als assumptes d'estat. Era també aficionat als cavalls.
Obtinguda la successió de Guastalla a la mort del seu sogre, Ferran III Gonzaga, el 1678, el març del mateix any va establir negociacions secretes amb el rei de França Lluís XIV, potser per obtenir pensions. Després el duc va viatjar a Roma per ser rebut pel papa Innocenci XI. Durant la seva estada en aquesta ciutat fou convidat de la reina Cristina de Suècia. Tot seguit va visitar Nàpols, on s va entrevistar amb el virrei.
El rei francès, després de la fallida d'un primer acord degut a la traïció de l'enviat dels Gonzaga, Ercole Mattioli, que havia estat enviat a Versailles per ratificar els acord relacionats amb Venècia, va reprendre les negociacions. El setembre del 1681, per consell dels seus ministres —Ferdinando Cavriani, Federico Gonzaga di Luzzara i Giuseppe da Varano di Camerino—, va cedir a Lluís XIV la ciutat de Casale a canvi de 100.000 escuts. Tot seguit la ciutadella ou ocupada pel francès Nicolas de Catinat. El 1695, després de la demolició de la poderosa fortalesa per les tropes espanyoles, Ferran Carles va intentar recuperar aquesta possessió.
El 1687 va viatjar a Viena per visitar l'emperador Leopold I, que el va cobrir d'atencions especials, amb l'esperança de convèncer-lo a renunciar a la seva aliança amb França, i de participar juntament a Hongria en la campanya militar contra els turcs. La visita va coincidir amb la batalla de Mohács (1687), però no hi va participar directament. El 6 d'octubre del mateix any estava de tornada a Màntua.
L'any 1688, fidel a la seva naturalesa, va organitzar grans festes a Màntua durant els carnavals i, a continuació, va participar en els de Venècia. Ferran va començar a fortificar Guastalla amb l'ajut secret dels militars francesos: el seu l'objectiu era tenir el feu amb el seu millor aspecte per una possible venda a França, però el 1689 el governador de Milà Antonio López va arribar a Guastalla i va ordenar el desmantellament de les fortificacions, que va completar Vicenç Gonzaga.
El 1691 Ferran Gonzaga, durant l'arribada de les tropes espanyoles al seu estat, va deixar el govern en mans de la seva esposa Anna Isabel i es va retirar a Venècia. La duquessa, malgrat l'absència del seu marit, va afrontar bé la situació i, apel·lant al nou governador de Milà, Diego Dávila, va aconseguir la retirada de les tropes espanyoles de Màntua. L'adhesió del duc de Màntua a la causa francesa va provocar la ira de l'emperador Leopold I, qui, el 1692, va transferir la possessió del Ducat de Guastalla al seu cunyat Vincenç Gonzaga, al qui va concedir la investidura de duc el 1693.
El 1699 es va trobar enmig de la guerra de successió espanyola i l'estratègia militar dels imperialistes. Després d'haver acordat l'ingrés de les tropes de la coalició borbònica a Màntua (el 5 d'abril del 1701), l'emperador Leopold va citar Ferran Carles Gonzaga acusat de fellonia davant del Tribunal Suprem de l'Imperi, mentre que les tropes imperials comandades per Eugeni de Savoia envaïen el Ducat de Màntua i assetjaven la capital. Ferran Carles va fugir a Casale i va tornar a confiar el govern a la seva esposa, la qual va morir el 19 novembre del 1703. El duc no va tornar a Màntua ni per assistir al funeral.
Desitjós de trobar una nova esposa, després d'haver considerat diverses opcions entre les quals hi havia la riquíssima princesa de Condé, es va decidir per Susanna Enriqueta de Lorena. Les noces es van celebrar a Tortona el 8 de novembre del 1704.
El successor de l'emperador Lepoldo, Josep I, va provar sense aconseguir-ho que li fos transferit el domini del Ducat de Màntua.

### L'epíleg

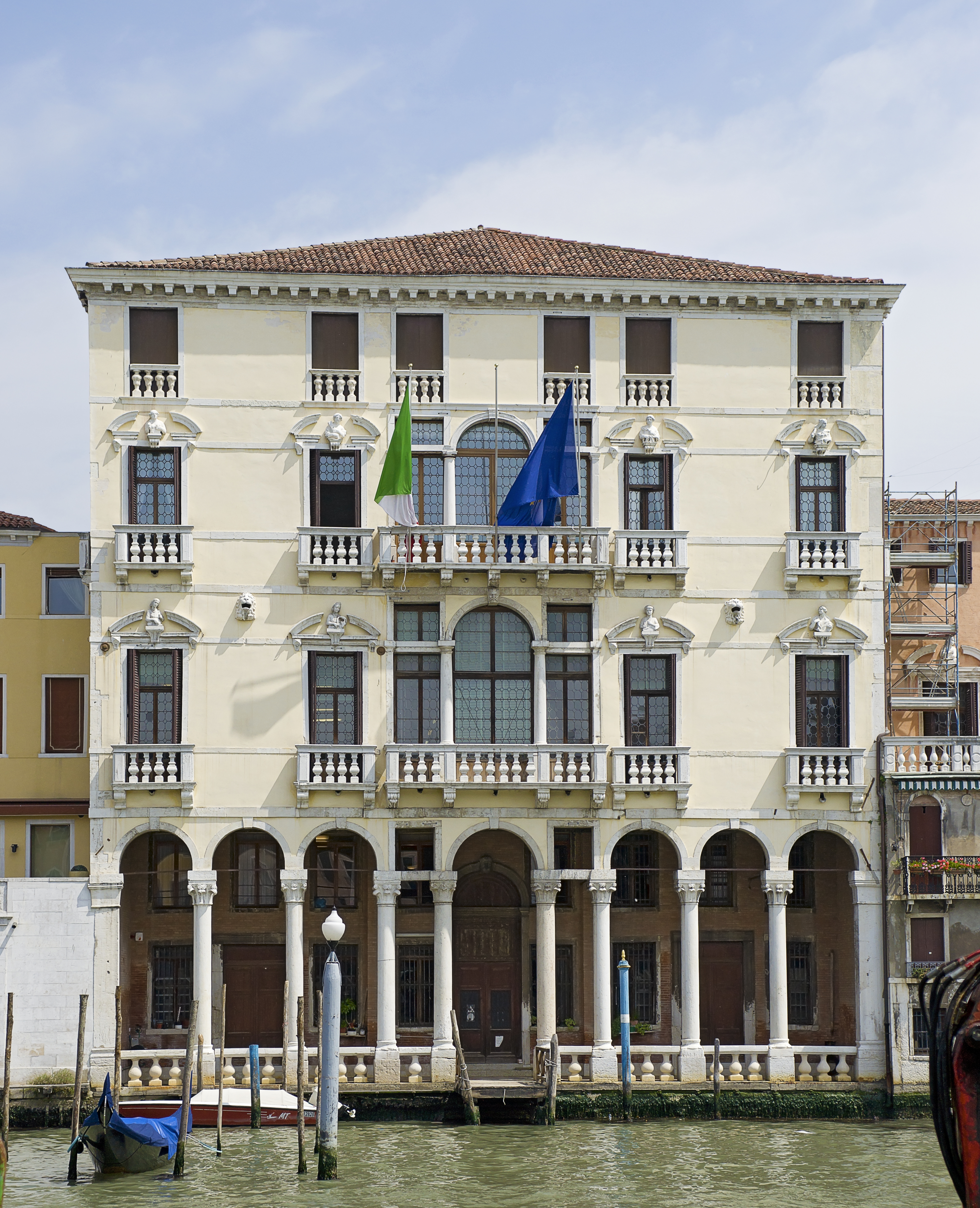
Palazzo Michiel dalle Colonne, en el qual es va allotjar el 1706.

Eugeni de Savoia, capità al servei dels Habsburg, juntament amb Víctor Amadeu II de Savoia, va derrotar les tropes franceses a la batalla de Torí (6 de setembre del 1706). Ferran Carles va ser jutjat pel delicte de fellonia, el 21 de gener del 1707, i el duc es va refugiar a Venècia, mentre que la seva esposa va tornar a París, d'on no va tornar encara que el seu marit la reclamava. La dieta de Ratisbona el va desposseir dels seus estats el 30 de juny del 1708. L'emperador Josep I va enviar a Màntua el comte de Castelbarco, per assumir les funcions de govern, mentre que la titularitat del Ducat de Montferrat passava als Savoia.
Abandonat també pels seus amics, Ferran Carles va morir al palau Mocenigo Querini de Pàdua el 5 de juliol del 1708. Algunes historiadors van plantejar la hipòtesi que podria haver mort enverinat per ordre de l'emperador[7]. Fou sebollit a l'església de San Francesco Grande de Pàdua. El 2002 es va traslladar el seu crani a la Capella Palatina de Santa Bàrbara a Màntua.

## Descendència
Ferran Carles no va tenir descendència amb les seves esposes, però si que va tenir deu d'il·legítims:
- Giovanni (1671-1743), que es va casar amb Charlotte Isabelle de Combardel,
- Giovanna (?-1739), que es va casar amb el comte Jacopo Bardoxi,
- Clara (1686-1749), monja,
- Maria Elisabetta (1695-?), monja,
- Carlo (1692-1771), sacerdot a Sant Pere del Vaticà,
- Isabella (1694-1753), monja.